# P2 (filme)
P2 - Sem Saída é um filme estadunidense de 2007 e dirigido por Franck Khalfoun, protagonizado por Rachel Nichols e Wes Bentley.

## Elenco
- Rachel Nichols como Angela
- Wes Bentley como Thomas
- Simon Reynolds como Jim Harper
- Philip Akin como Karl
- Stephanie Moore como Lone (voz)
- Miranda Edwards como Jody